# Sergey Mixaylov
Sergey Mikhaylov (en uzbeko: Sergey Mixaylov) (Uzbekistán, 5 de marzo de 1976) es un deportista olímpico uzbeko que compitió en boxeo, en la categoría de peso semipesado y que consiguió la medalla de bronce en los Juegos Olímpicos de Sídney 2000.

## Palmarés internacional
| Juegos Olímpicos | Juegos Olímpicos   | Juegos Olímpicos  | Juegos Olímpicos |
| Año              | Lugar              | Medalla           | Prueba           |
| ---------------- | ------------------ | ----------------- | ---------------- |
| 2000             | Sídney (Australia) | Medalla de bronce | Peso semipesado  |